# Caenomorphidae
Famille
Les Caenomorphidae sont une famille de Ciliés de la classe des Heterotrichea et de l’ordre des Heterotrichida.

## Étymologie
Le nom de la famille vient du genre type Caenomorpha, dérivé du grec ancien καινός / caenos, « récent ; étrange, extraordinaire », et μορφο / morfo, « en forme de », littéralement « morphologie étrange », en référence à la forme particulière de cet organisme.

## Description

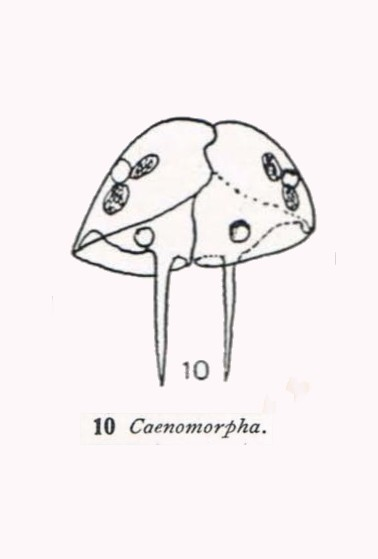
Caenomorpha sp. (d'après Kahl).

L'espèce Caenomorpha medusula Perty, 1849, arbore une longue « colonne vertébrale » postérieure et un corps en forme de méduse qui le rend distinctif. Une frange de cils descend en spirale jusqu'à la bouche postérieure. Difficile à suivre sous le microscope car il nage rapidement entre les amas de débris.

Le genre type Caenomorpha est aussi décrit ainsi : 

« Forme médusoïde avec bouclier pelliculaire en forme d'armure et de une à trois épines postérieures. Sans cils somatiques à l'exception d'un petit groupe à la base d'une épine postérieure. Une ou deux rangées de cirres situées dans la région antérieure du corps provoquent des mouvements saccadés. La bande périzonale (surface délimitée sur une sphère) est constituée de cinq rangées ciliaires s'enroulant autour du corps au-dessus de l'AZM sur le bord de l'armure pelliculaire. Entre un et quatre macronoyaux mais toujours un seul micronoyau.

Souvent confondu avec certaines espèces de Metopus et Brachonella (famille des Metopidae) qui ont toujours une ciliature somatique bien développée. Peut aussi être confondu avec le genre Cirranter qui n'a pas d'épines postérieures et avec le genre Ludio qui a deux cirres antérieurs très longs,. »

## Habitat
Le genre type Caenomorpha se décline en plusieurs espèces dont la plupart sont d'eaux douces. Toutes sont sapropéliques, c'est-à-dire vivent dans des sédiments riches en matières organiques.

## Liste des genres
Selon GBIF (27 octobre 2022) :
- Caenomorpha Perty, 1852 - genre type
  - Synonymes : Calcaria Gruber, 1879 ; Gyrocorys Stein, 1860[4].
- Caenomorphina Blochmann, 1894
- Cirranter Jankowski, 1964
  - Synonyme : Trochella Penard, 1922
- Hadziella Kuscer, 1932
- Hadziina  Radoičić, 1969[5]
- Ludio Penard, 1922

## Systématique
Le nom valide de ce taxon est Caenomorphidae Poche, 1913.
D'après Johana Rotterova Caenomorphidae a pour synonymes : 
- Gyrocoridae (Poche) Stein, 1867
- Gyrocorycidae Stein
- Gyrocorythidae Stein, 1867
- Ludiidae
- Ludioidae Jankowski, 2007[6].